# كنيسة سان خوان باوتيستا (دالكاوي)
كنيسة سان خوان باوتيستا في دالكاهوي (بالإسبانية: Iglesia de San Juan Bautista de San Juan de Coquihuil) هي كنيسة رومانيّة كاثوليكيّة تقع في بلدية دالكاوي في تشيلي. تم تشييدها عام 1887، عندما كان أرخبيل تشيلوي لايزال جزءًا من ممتلكات التاج الإسباني، حيث تمثّل اندماجًا بين الثقافة اليسوعيّة الأوروبيّة، ومهارات الشعوب الأصليّّة، وتقاليدها، وهي مثال على ثقافة المستيزو.
تُعتبر كنيسة كولو واحدة من أقدم الكنائس التقليديّة في تشيلوي، والتي بقيت سليمة تقريبًا من عصر البعثة اليسوعيّة.

## الحماية
تُعتبر هذه الكنيسة واحدة من 16 كنيسة خشبية فريدة تم إدراجها على قائمة التراث العالمي التابعة لليونيسكو في عام 2000 تحت مسمى كنائس تشيلوي. كما قامت جامعة تشيلي، ومؤسسة كنائس تشيلوي الثقافية، وغيرها من المؤسسات بجهود كبيرة للحفاظ على هذه المنشآت التاريخيّة.

## الموقع
تقع كنيسة سان خوان باوتيستا ضمن بلدية دالكاوي (التي يقع فيها أيضًا كنيسة تيناون وكنيسة سيدة الأحزان)، شرق أرخبيل تشيلوي.